# Liste der Baudenkmäler in Mauern
Auf dieser Seite sind die Baudenkmäler in der oberbayerischen Gemeinde Mauern zusammengestellt. Diese Tabelle ist eine Teilliste der Liste der Baudenkmäler in Bayern. Grundlage ist die Bayerische Denkmalliste, die auf Basis des Bayerischen Denkmalschutzgesetzes vom 1. Oktober 1973 erstmals erstellt wurde und seither durch das Bayerische Landesamt für Denkmalpflege geführt wird. Die folgenden Angaben ersetzen nicht die rechtsverbindliche Auskunft der Denkmalschutzbehörde.

## Baudenkmäler nach Ortsteilen

### Mauern
| Lage                        | Objekt                                          | Beschreibung | Akten-Nr.     | Bild           |
| --------------------------- | ----------------------------------------------- | --- | ------------- | -------------- |
| Hauptstraße 6 (Standort)    | Katholische Pfarrkirche St. Johannes der Täufer | Im Kern spätromanische Chorturmkirche mit geradem Chorabschluss, Westturm mit Zwiebelhaube und angefügter Sakristei und ehemaligem Beinhaus, südliches Langhausschiff 15. Jahrhundert, Langhausverlängerung 1699 und Turm von 1711; mit Ausstattung Friedhofsummauerung, Ziegelmauer mit Pfeilern, spätes 19. Jahrhundert | D-1-78-142-1  | weitere Bilder |
| Hauptstraße 17 (Standort)   | Katholischer Pfarrhof                           | Ehemaliger Ökonomiepfarrhof, bestehend aus drei um einen Rechteckhof gruppierten Bauten Pfarrhaus, zweigeschossiger Putzbau mit Walmdach, 1718 Ehemaliger Pfarrstadel, 18. Jahrhundert, 1980 als Pfarrheim ausgebaut Ehemaliges Stallgebäude, erdgeschossiger Trakt mit Greddach, 18. Jahrhundert                         | D-1-78-142-15 | weitere Bilder |
| Nähe Schloßplatz (Standort) | Kriegerdenkmal und Mariensäule                  | Bronzefigur auf Säule, um 1920 | D-1-78-142-2  | weitere Bilder |
| Schloßplatz 2 (Standort)    | Ehemaliges Schloss Mauern                       | Schlichter zweigeschossiger Barockbau mit Mansardwalmdach von 1689 über älterem Kern, Überformung und heutige Dachform nach 1785 (dendrochronologisch datiert) Teilstücke der Ummauerung des ehemaligen Schlossgartens, in den ältesten Teilen 2. Hälfte 19. Jahrhundert                                                  | D-1-78-142-4  | weitere Bilder |

### Alpersdorf
| Lage                    | Objekt     | Beschreibung                                                   | Akten-Nr.    | Bild       |
| ----------------------- | ---------- | -------------------------------------------------------------- | ------------ | ---------- |
| Alpersdorf 2 (Standort) | Wegkapelle | Kleiner barocker Putzbau mit offener Vorhalle, 18. Jahrhundert | D-1-78-142-5 | Wegkapelle |

### Dürnseiboldsdorf
| Lage                          | Objekt                              | Beschreibung | Akten-Nr.    | Bild           |
| ----------------------------- | ----------------------------------- | --- | ------------ | -------------- |
| Dürnseiboldsdorf 4 (Standort) | Ehemaliger Kornkasten               | Blockbau mit Walmdach und Laube, 18. Jahrhundert                                                                        | D-1-78-142-7 | weitere Bilder |
| Dürnseiboldsdorf 7 (Standort) | Katholische Filialkirche St. Ulrich | Langgestreckter gotischer Saalbau mit Polygonalchor und spätgotischem Dachreiter, wohl 15. Jahrhundert; mit Ausstattung | D-1-78-142-6 | weitere Bilder |

### Enghausen
| Lage                   | Objekt                                       | Beschreibung | Akten-Nr.    | Bild           |
| ---------------------- | -------------------------------------------- | --- | ------------ | -------------- |
| Enghausen 6 (Standort) | Katholische Filialkirche Hl. Kreuzauffindung | Gotischer Saalbau mit Polygonalchor, Dachreiter und angefügter Sakristei, wohl 15. Jahrhundert; mit Ausstattung (Anm.: Enghausener Kreuz, ältestes lebensgroßes Kreuz der Welt) | D-1-78-142-8 | weitere Bilder |

### Hartshausen
| Lage                     | Objekt     | Beschreibung                                            | Akten-Nr.    | Bild |
| ------------------------ | ---------- | ------------------------------------------------------- | ------------ | ---- |
| Hartshausen 1 (Standort) | Hofkapelle | Kleiner offener Putzbau, wohl 1. Hälfte 19. Jahrhundert | D-1-78-142-9 | BW   |

### Mönchsberg
| Lage                    | Objekt     | Beschreibung                                                                    | Akten-Nr.     | Bild       |
| ----------------------- | ---------- | ------------------------------------------------------------------------------- | ------------- | ---------- |
| Mönchsberg 1 (Standort) | Hofkapelle | Kleiner Putzbau mit angesetztem Bildstock, 17./18. Jahrhundert; mit Ausstattung | D-1-78-142-10 | Hofkapelle |

### Niederndorf
| Lage                      | Objekt  | Beschreibung                                                              | Akten-Nr.     | Bild    |
| ------------------------- | ------- | ------------------------------------------------------------------------- | ------------- | ------- |
| In Niederndorf (Standort) | Kapelle | Historisierender Putzbau mit Dachreiter, 19. Jahrhundert; mit Ausstattung | D-1-78-142-11 | Kapelle |

### Scheckenhofen
| Lage                       | Objekt                              | Beschreibung | Akten-Nr.     | Bild           |
| -------------------------- | ----------------------------------- | --- | ------------- | -------------- |
| Scheckenhofen 7 (Standort) | Katholische Filialkirche St. Petrus | Romanischer Saalbau mit gotischem polygonal schließendem Chor des 15. Jahrhunderts, angefügter Sakristei und Chorflankenturm, barocker Ausbau 1708; mit Ausstattung | D-1-78-142-12 | weitere Bilder |

### Schwarzberg
| Lage                    | Objekt     | Beschreibung                                                                          | Akten-Nr.     | Bild       |
| ----------------------- | ---------- | ------------------------------------------------------------------------------------- | ------------- | ---------- |
| Hinterm Haus (Standort) | Hofkapelle | Kleiner Putzbau mit polygonalem Chorabschluss, angeblich erbaut 1824; mit Ausstattung | D-1-78-142-13 | Hofkapelle |

### Schwarzersdorf
| Lage                         | Objekt                               | Beschreibung                                                                                                  | Akten-Nr.     | Bild                                 |
| ---------------------------- | ------------------------------------ | --- | ------------- | ------------------------------------ |
| Schwarzersdorf 11 (Standort) | Katholische Filialkirche St. Michael | Kleiner barocker Saalbau mit Apsis, Dachreiter und angefügter Sakristei, 1717, erneuert 1869; mit Ausstattung | D-1-78-142-14 | Katholische Filialkirche St. Michael |